# Oziornyj (obwód twerski)
Oziornyj – osiedle typu miejskiego w Rosji, w obwodzie twerskim. W 2010 roku liczyło 10 882 mieszkańców. Miasto zamknięte, teren 7 Gwardyjskiej Dywizji Rakietowej.